# Olympus Guardian
Olympus Guardian ist eine südkoreanische animierte Fernsehserie aus dem Jahr 2002, die auf The Greek and Roman Myths in Comics basiert. Die Serie erzählt die Geschichte von Ji-woo und Ji-yeon, die von ihrem Vater, der als Maler arbeitet, griechische und römische Mythologie vermittelt bekommen. 2005 wurde die Filmversion des Animationsfilms Olympus Guardian – Giganteseu Daeyeokseup gezeigt.

## Inhalt
Ji-woo und Ji-yeon betreten das Atelier ihres Vaters, der als Maler arbeitet, und finden auf dem Schreibtisch ein Buch über die griechisch-römische Mythologie. Ji-woo und Ji-yeon hören die Geschichte der griechisch-römischen Mythologie von ihrem Vater und die Animation beginnt mit den Geschichten der Götter des Olymp.
Kronos befürchtet, dass seine Söhne ihres Status beraubt werden, und schluckt sie, sobald sie geboren sind. Kronos’ Frau Rhea will jedoch nicht, dass er ihr auch ihren jüngsten Sohn Zeus nimmt. Also gibt sie ihm heimlich Steine zu schlucken und Zeus entkommt an einen sicheren Ort. Als Zeus erwachsen wird, hört er die Geschichte seiner Geburt vom Baumgeist Dryade. Dies veranlasst Zeus, ein Kraut zu finden, das Erbrechen auslöst. Mit diesem will er seine Brüder und Schwestern retten, die Kronos verschluckt hat. Dann geht er zum von Dunkelheit bedeckten Tempel des Olymp. Zeus wendet sich hilfesuchend an seine Mutter Rhea. Rhea füttert Kronos mit den Kräutern. Mit Rheas Hilfe besiegen die Brüder und Schwestern des Zeus, die aus Kronos Körper entkommen, ihren Vater und retteten den Tempel des Olymp.

## Produktion und Veröffentlichung
Die Serie entstand bei SBS Productions, SBSi, Gana Entertainment und Dongwoo Animation unter der Regie von Lee Ki-seok und Park Byung-soon. Das Drehbuch schrieb Jeon Hye-yeong. Die 39 Folgen wurden vom 11. Dezember 2002 bis 30. Juli 2003 auf SBS ausgestrahlt. Am 28. Juli 2005 kam der Animationsfilm Olympus Guardian – Giganteseu Daeyeokseup in Korea heraus.
RH Korea hat seine vollständige Sammlung von Olympus Guardian basierend auf dem Zeichentrickfilm über Random Kids, eine Spezialmarke für Kinder, veröffentlicht.

## Synchronisation
| Rolle                        | Stimme                                                    |
| ---------------------------- | --------------------------------------------------------- |
| Zeus                         | Hong Si-ho, Jang Gwang                                    |
| Hera                         | Kang Hee-sun                                              |
| Poseidon                     | Ahn Jong-duk, Kim Kwan-jin, Shin Sung-ho                  |
| Hades                        | Kim Seung-tae, Hong Seung-sup, Gu Ja-hyung, Kim Woo-jeong |
| Apollo                       | Uhm Tae-kuk, Son Won-il, Kim Seung-joon, Yoon Bok-sung    |
| Artemis                      | Kim Hye-mi, Woo Jung-shin                                 |
| Athena                       | Cha Myung-hwa, Woo Jung-shin, Lee Mi-ja                   |
| Hermes                       | Kim Young-sun                                             |
| Aphrodite                    | Choi Duk-hee, Kim Jeong-ju, Ji Mi-ae                      |
| Hephaestus                   | Kim Kwan-jin                                              |
| Ares                         | Hong Seung-sup, Jung Seung-wook, Ahn Jong-deok            |
| Demeter                      | Lee Mi-ja                                                 |
| Vater von Ji-woo und Ji-yeon | Lee Bong-jun                                              |
| Ji-woo                       | Lee Mi-ja                                                 |
| Ji-yeon                      | Woo Jung-shin                                             |